# Līga Dekmeijere
Līga Dekmeijere (21. maj 1983 i Riga i Lettiske SSR) er en professionel lettisk tennisspiller, der har vundet nitten International Tennis Federation double-titler og en Women's Tennis Association double-titel. Dekmeijere har været så højt placeret som verdens nummer 54 i den samlede damedouble, en placering, som hun opnåede den 5. april 2010. Hun har også spillet i sytten forskellige Grand Slam tennisbegivenheder (per august 2011).
Dekmeijere vandt sin eneste WTA-titel i Cachantún Cup 2008, hvor hun kom ind i doublekamp med Polens Alicja Rosolska. Teamet nåede finalen efter at have besejret nummer to seedede double-team på vejen til finalen, hvor holdet besejrede Marija Koryttseva og Julia Schruff.

## 2011
Dekmeijere deltog i Kvalificeringen til Citi Open 2011 - single hvor hun slog Tara Iyer fra Indien i runde i to meget tætte sæt men tabte til Ryoko Fuda fra Japan, med 0–6, 0–6.

## WTA karrier-finaler

### Doubles: 6 (1-5)
| Legend (pre/post 2009)                       |
| Grand Slam tournaments (0–0)                 |
| WTA Tour Championships (0–0)                 |
| Tier I / Premier Mandatory & Premier 5 (0–0) |
| Tier II / Premier (0–1)                      |
| Tier III, IV & V / International (1–4)       |

| Resultat   | No. | Dato             | Turnering                      | Overflade | Partner             | Modstander i finalen                | Score i finalen       |
| Andenplads | 1.  | 6. november 2005 | Quebec City, Canada            | Hård (i)  | Ashley Harkleroad   | Anastasia Rodionova Elena Vesnina   | 6–7(4–7), 6–4, 6–2    |
| Andenplads | 2.  | 13. januar 2006  | Canberra, Australien           | Hård      | Claire Curran       | Marta Domachowska Roberta Vinci     | 7–6(7–5), 6–3         |
| Vinder     | 1.  | 17. februar 2008 | Viña del Mar, Chile            | Ler       | Alicja Rosolska     | Mariya Koryttseva Julia Schruff     | 7–5, 6–3              |
| Andenplads | 3.  | 20. juni 2008    | 's-Hertogenbosch, Nederlandene | Grass     | Angelique Kerber    | Marina Erakovic Michaëlla Krajicek  | 6–3, 6–2              |
| Andenplads | 4.  | 19. april 2009   | Charleston, USA                | Ler       | Patty Schnyder      | Bethanie Mattek-Sands Nadia Petrova | 6–7(5–7), 6–2, [11–9] |
| Andenplads | 5.  | 15. januar 2011  | Hobart, Australien             | Hård      | Kateryna Bondarenko | Sara Errani Roberta Vinci           | 6–3, 7–5              |
| Andenplads | 6.  | 25. august 2012  | Dallas, USA                    | Hård      | Irina Falconi       | Marina Erakovic Heather Watson      | 6-3, 6-0              |

|}